# Piscine Felice Scandone
 (janvier 2021).
Si vous disposez d'ouvrages ou d'articles de référence ou si vous connaissez des sites web de qualité traitant du thème abordé ici, merci de compléter l'article en donnant les références utiles à sa vérifiabilité et en les liant à la section « Notes et références ».
La piscine Felice-Scandone (en italien : Piscina Felice Scandone) est une piscine olympique située à Fuorigrotta, à Naples en Italie. 

## Histoire
C’est le principal centre nautique de Naples avec deux tribunes en marbre blanc ayant une capacité de 4 500 spectateurs.
Elle héberge les matches de water-polo des clubs napolitains comme le Circolo Nautico Posillipo, le Circolo Canottieri Napoli et plus récemment l'Associazione Sportiva Acquachiara. Construite en 1960, pour pouvoir héberger les Jeux méditerranéens de 1963, elle a été restructurée en 1983 et en 2019, à l’occasion de l’Universiade d'été de 2019 où elle abrite les épreuves de natation.